# Platyoplus gilaensis
Platyoplus gilaensis är en insektsart som beskrevs av Tinkham 1973. Platyoplus gilaensis ingår i släktet Platyoplus och familjen vårtbitare. Inga underarter finns listade i Catalogue of Life.